# 中央スリナム自然保護区
中央スリナム自然保護区（ちゅうおうスリナムしぜんほごく）は、その名が示す通りスリナム中央部に位置する自然保護区である。2000年にユネスコの世界遺産に登録された。IUCNカテゴリーはII（国立公園）である。ギアナ楯状地に位置するスリナム中西部の熱帯原生林からなる。

## 歴史
中央スリナム自然保護区の前身は、Raleighvallen自然保護区、Eilerts de Haan Gebergte自然保護区、Tafelberg自然保護区という1966年に設定された3つの自然保護区である。1998年7月31日にこれらを包含し、なおかつより広い範囲を対象とする自然保護区として、中央スリナム自然保護区が設定された。
旧3保護区の合計面積は4380 km2 だったが、現在の中央スリナム自然保護区の面積は16000 km2 であり、スリナム全土のおよそ1割に該当する。

## 気候
熱帯の気候で、年平均気温は27度前後、年平均降水量は1750 mmから 3000 mmである。降水量は多いが、一年に2度ある雨季に集中しており、それらの間には乾季がある。

## 動物相
中央スリナム自然保護区内で記録されているのは以下の通りである。
- 魚類790種
- 爬虫類152種
- 両生類95種
- 鳥類680種
  - オウギワシ
  - コンゴウインコ
  - ベニコンゴウインコ
  - ルリコンゴウインコ
  - オオシギダチョウ
  - メスグロホウカンチョウ（英語版）
  - イワドリ
- 哺乳類185種
  - サル目
    - アカテタマリン
    - ガイアナアカホエザル（英語版）
    - アカガオクロクモザル（英語版）
    - コモンリスザル
    - シロガオサキ
    - ナキガオオマキザル（英語版）
    - フサオマキザル

  - アメリカバク
  - オオアルマジロ
  - オオアリクイ
  - オオカワウソ
  - ジャガー
  - ノドジロミユビナマケモノ（英語版）
  - フタユビナマケモノ
  - ピューマ

## 植物相
植物相は古期海岸線、新期海岸線、サバナ、内陸部の四つに大別されている。

## 登録基準
この世界遺産は世界遺産登録基準のうち、以下の条件を満たし、登録された（以下の基準は世界遺産センター公表の登録基準からの翻訳、引用である）。
- (9) 陸上、淡水、沿岸および海洋生態系と動植物群集の進化と発達において進行しつつある重要な生態学的、生物学的プロセスを示す顕著な見本であるもの。
- (10) 生物多様性の本来的保全にとって、もっとも重要かつ意義深い自然生息地を含んでいるもの。これには科学上または保全上の観点から、すぐれて普遍的価値を持つ絶滅の恐れのある種の生息地などが含まれる。